# Gergő Kis
Gergő Kis (ur. 19 stycznia 1988 w Tapolca), węgierski pływak, brązowy medalista mistrzostw świata, mistrz Europy, dwukrotny uczestnik Igrzysk Olimpijskich.

## Sukcesy

### Mistrzostwa świata
- 2011 Szanghaj −  (800 m dowolnym)
- 2011 Szanghaj −  (1500 m dowolnym)

### Mistrzostwa Europy
- 2008 Eindhoven −  (800 m dowolnym)
- 2010 Budapeszt −  (400 m dowolnym)
- 2012 Debreczyn −  (800 m dowolnym)
- 2012 Debreczyn −  (400 m dowolnym)
- 2012 Debreczyn −  (1500 m dowolnym)
- 2012 Debreczyn −  (sztafeta 4 x 200 m dowolnym)

### Mistrzostwa Europy (basen 25 m)
- 2007 Debreczyn −  (1500 m dowolnym)
- 2007 Debreczyn −  (400 m dowolnym)

## Odznaczenia
- Brązowy Krzyż Zasługi Republiki Węgierskiej (cywilny) – 2008[1]